# سفارة شمال مقدونيا في أوكرانيا
سفارة شمال مقدونيا في أوكرانيا هي أرفع تمثيل دبلوماسي لدولة شمال مقدونيا لدى أوكرانيا. تقع السفارة في كييف وهي تهدف لتعزيز المصالح الشمال مقدونية في أوكرانيا.

## وصلات خارجية
- الموقع الرسمي
- قائمة سفارات شمال مقدونيا
- قائمة السفارات في أوكرانيا